# Tipula (Trichotipula) unimaculata
Tipula (Trichotipula) unimaculata is een tweevleugelige uit de familie langpootmuggen (Tipulidae). De soort komt voor in het Nearctisch gebied.